# (8167) Ishii
(8167) Ishii est un astéroïde de la ceinture principale.

## Description
(8167) Ishii est un astéroïde de la ceinture principale. Il fut découvert le 14 février 1991 à Kitami par Kin Endate et Kazuro Watanabe. Il présente une orbite caractérisée par un demi-grand axe de 2,43 UA, une excentricité de 0,13 et une inclinaison de 4,6° par rapport à l'écliptique.

## Compléments